# Multiplex (vysílání)
Multiplex je označení balíčku televizních a rozhlasových programů a doplňkových služeb vysílaný na jednom kanále v rámci digitálního vysílání (viz DVB-T a DVB-T2). V Česku jsou šířeny 4 celostátní, a také několik lokálních multiplexů.

## Celoplošné DVB-T2 multiplexy v Česku
S přechodem na vyspělejší způsob digitálního kódování obrazu (HEVC H.265) a nutností uvolnit vyšší kanály (tedy kmitočty určené evropskou harmonizací pro pokrytí vysokorychlostním internetem 5G) byly na začátku roku 2017 spuštěny tři tzv. přechodové sítě DVB-T2 pro souběžné vysílání s DVB-T, které jsou od roku 2020 nahrazovány definitivními multiplexy v pásmu UHF.
Multiplex 21 (Česká televize) – unikátní kanály č. 26, doplňkově č. 33 (Severní Čechy) a 39 (Západní a Jižní Čechy).
Multiplex 22 (soukromé stanice) – kanály č. 40 a 28, doplňkově č. 22 (Zlínsko), 27 (Jižní Čechy), 34 (Západní Čechy) a 38 (Severní Čechy).
Multiplex 23 (soukromé stanice) – kanály č. 31 a 33, doplňkově 23 (Jižní Čechy), 22 (Praha), 34 (Pardubice) a 35 (Vysočina).
Multiplex 24 (síť pro menší soukromé stanice, jediná síť s regionálními pozicemi) – má přiděleny kanály č. 21 (Severní Čechy a Pardubicko), 30 (České Budějovice, Beroun), 42 (Praha, Vysočina, Zlínsko), 43 (Plzeň, Domažlice, Liberecko), 44 (Střední Čechy a Olomouc), 45 (Jáchymov, Královéhradecko, Ostravsko) a 46 (Jihomoravský kraj).

## Regionální DVB-T a DVB-T2 multiplexy v Česku
Regionální síť 1 – Na kanále 30 v Kamýku nad Vltavou. Provozuje p. Ivo Brabec.
Regionální síť 4 – Je provozovaná firmou Prague Digital TV, která je vlastněná Leošem Pohlem. Vysílá v Praze z vysílačů Ládví, Strahov a Zelený pruh na kanálu 46 v horizontální polarizaci. Volně vysílá kanál Praha TV. Součástí nabídky bylo placené vysílání firmy Skylink, zvané Skylink Anténa+.
Regionální síť 5 – Vysílá ve Svitavách na kanále 35 a šíří vlastní program CMS TV.
Regionální síť 6 – Má přidělen kanál 21 (horizontální polarizace, výkon 10W) na vysílači Praha-Butovice. Šíří radniční televizi městské části Praha 13 – TV13 v SD i HD rozlišení.
Regionální síť 12 – Provozovatelem je Czech Digital Group, dceřiná společnost Českých radiokomunikací. Obsahuje stanice Prima +1, Óčko Expres a Óčko Black.
Regionální síť 14 – Na vysílačích Dačice – Červený vrch a Jindřichův Hradec vysílá na kanále 47. Šíří stanici Datel TV.
Regionální síť 15 – Z vysílače Adamov-Alexandrova Rozhledna pokrývá město Adamov a blízké okolí. Na kanále 32 vysílá stanici TV Adamov v SD i HD rozlišení.
Regionální síť 16 – Z vysílače Příbram-Hvězdárna šíří stanici Fonka TV.
Regionální síť 17 – Vysílá z vysílače Plzeň-Sylvan. Šíří stanici Plzeň TV.
Regionální síť 18 – Vysílá v Českém Krumlově na kanále 47.

## Rozhlasové vysílání
Zavádění digitálního rozhlasu umožňuje také vysílat na jednom kmitočtu více programů (počet závisí na datovém toku tedy na požadované audio kvalitě). V ČR se využívá primárně III. TV pásmo VHF. Více informací podává článek DAB.